# Carrabina
La carrabina és la versió més lleugera de fusell, amb canó relativament curt i calibre menor. Fou –juntament amb la pistola– l'arma de foc habitual de la cavalleria, per la facilitat de maneig en condicions d'alta mobilitat. Feia, doncs, un paper similar al de l'actual subfusell.
El canó més curt i el pes més baix de les carrabines les fa més fàcils de manejar en el combat en espais reduïts, com és el cas de les lluites en entorns urbans o selvàtics així com en el moment de baixar de vehicles militars. Les carrabines modernes acostumen a tenir un poder de penetració i dany major que els subfusells, donat que mantenen el calibre més gran (propi dels fusells d'assalt, per exemple), per altra banda les anomenades armes de defensa personal solen utilitzar munició pròpia de calibre petit. Els desavantatges de les carrabines, en comparació amb armes de foc més grans, són la poca precisió a llarga distància i el seu pes i mida més gran en comparació amb els subfusells.